# Luigi Ricci (fotografo)
Luigi Ricci (Ravenna, 1823 – Ravenna, 1896) è stato un pittore, scenografo e fotografo italiano. Ricordato come «il maggior fotografo ravennate dell'Ottocento», autore di una documentazione fotografica minuziosa di antichi monumenti e di antichi mosaici.

## Biografia
Fra il 1846 e il 1850 frequentò l'Accademia di Belle Arti di Bologna sotto la tutela del conte Bentivoglio. Nel 1851 intraprese l'attività di pittore-scenografo per i teatri della Romagna, del Veneto e delle Marche settentrionali. Fu anche scenografo per l'allestimento di alcune opere liriche.
A partire dalla fine degli anni 50 dell'Ottocento iniziò l'attività di fotografo. Fra le prime esperienze di Ricci vanno segnalate le fotografie scattate nel 1865 in occasione della commemorazione del VI centenario della nascita di Dante Alighieri e forse anche le fotografie realizzate in occasione della cerimonia organizzata per accogliere il pontefice Pio IX in visita nei territori della Legazione nel 1857. Avendo ben chiare le potenzialità del nuovo mezzo, Ricci individuò precocemente come soggetto della sua produzione il patrimonio monumentale. Attorno al 1865 aprì un laboratorio che pubblicò, a partire dal 1869, un ricco catalogo di foto di monumenti di Ravenna e delle aree limitrofe. La terza edizione del catalogo, del 1882, può essere messa in relazione con la più significativa campagna fotografica realizzata da Ricci, che data attorno al 1880.
Intrattenne un rapporto di amicizia fraterno con Odoardo Gardella, che si prese cura dell'educazione del giovane Corrado Ricci.

### Documentazione
Dopo la morte di Ricci, il laboratorio fotografico fu gestito dalla vedova, che poi lo vendette. Nei primi anni 1930, alla chiusura definitiva del laboratorio, la raccolta di lastre fotografiche realizzate da Luigi costituiva un patrimonio documentario di grande importanza, dato che era una rara testimonianza dello stato dei monumenti ravennati prima dell'inizio della grande campagna di restauro avviata nel 1897 dalla Soprintendenza ai Monumenti. Corrado Ricci intervenne affinché fosse acquisita da Comune di Ravenna, che tuttavia non si mostrò interessato. Della raccolta si perdette ogni traccia dopo la morte di Corrado, e solo negli anni 1970 del Novecento fu rintracciata e acquisita dalla Soprintendenza di Ravenna, allora diretta da Gino Pavan.
Molti positivi ricavati dalle foto di Luigi Ricci si trovano, inoltre, nel Fondo Fotografico Corrado Ricci, conservato presso la Biblioteca Classense di Ravenna.
Le fotografie di Luigi Ricci si distinguono da quelle dei professionisti contemporanei per la presenza di un numero scritto nell'angolo in basso a sinistra (riferimento al numero che la foto assumeva nel catalogo del laboratorio). Le sue fotografie sono state ampiamente utilizzate anche per la produzione di cartoline.